# Townsend (Delaware)
Pour les articles homonymes, voir Townsend.
Townsend est une ville américaine située dans le comté de New Castle, dans l'État du Delaware.
Au milieu du XIXe siècle, le site est occupé par une petite communauté afro-américaine, sous le nom de Charley Town. Le village est alors racheté par Samuel Towsend. Il se développe avec l'arrivée du chemin de fer en 1856. Towsend devient une municipalité le 3 avril 1883.

## Démographie
| 1880 | 1890 | 1900 | 1910 | 1920 | 1930 |
| ---- | ---- | ---- | ---- | ---- | ---- |
| 199  | 387  | 399  | 494  | 453  | 421  |

| 1940 | 1950 | 1960 | 1970 | 1980 | 1990 |
| ---- | ---- | ---- | ---- | ---- | ---- |
| 544  | 441  | 434  | 505  | 386  | 322  |

| 2000 | 2010  | - | - | - | - |
| ---- | ----- | - | - | - | - |
| 346  | 2 049 | - | - | - | - |

Selon le recensement de 2010, Townsend compte 2 049 habitants. La municipalité s'étend sur 1,05 milles carrés (2,72 km2).